# 890

## Narození
- ? – Rudolf Burgundský, francouzský král († 14. ledna 936)

## Události
- Arnulf Korutanský propůjčil velkomoravskému knížeti Svatoplukovi Čechy v léno
- začíná vznikat Anglosaská kronika

## Hlavy státu
- České knížectví – Bořivoj I.
- Velkomoravská říše – Svatopluk I.
- Papež – Štěpán V.
- Anglie – Alfréd Veliký
  - Mercie – Æthelred
- Skotské království – Donald II.
- Východofranská říše – Arnulf Korutanský
- Západofranská říše – Odo Pařížský
- Uherské království – Almoš nebo Arpád
- První bulharská říše – Vladimír Bulharský
- Kyjevská Rus – Oleg
- Byzanc – Leon VI. Moudrý
- Bavorské vévodství – Arnulf Korutanský
- Korutanské vévodství – Arnulf Korutanský